# Fritzi Löw
Friederike „Fritzi“ Löw (* 23. Oktober 1892 in Wien; † 19. September 1975 in Wien) auch Frida, verh. Lazar war eine Illustratorin, Designerin, Grafikerin und Mitarbeiterin der Wiener Werkstätte.
Löw besuchte zunächst von 1907 bis 1910 die Wiener Kunstschule für Frauen und Mädchen. Im Anschluss folgte von 1912 bis 1916 ein künstlerisches Studium an der Wiener Kunstgewerbeschule bei Josef Hoffmann und Alfred Roller und Oskar Strnad.
Von 1916 bis 1921 war sie Mitarbeiterin der Wiener Werkstätte. 1938 emigrierte sie mit Zwischenstationen in Dänemark und England nach Brasilien. Dort war sie als Möbeldesignerin tätig. 1955 kehrte sie nach Wien zurück.
In den Jahren 1915 bis 1922 illustrierte sie Erzählungen und Märchen mit Originallithographien, die als kleinformatige "Liebhaberausgaben" im Verlag Anton Schroll in Wien erschienen. Darunter befinden sich Eichendorff, Grillparzers Der arme Spielmann, Jean Paul, Kellers Sieben Legenden, Mörikes Mozart auf der Reise nach Prag und Adalbert Stifter sowie Märchen von Andersen, Brentano und Hauff.
Weitere künstlerische Arbeiten im Bereich der Buchgestaltung entwickelte sie für die Verlage Ed. Strache, Gerlach & Wiedling und die Gesellschaft für graphische Industrie.

## Ausstellungen
- Modeausstellung 1915[2]
- Kunstschau 1920[2] Wien
- Exposition Internationale des Arts Décoratifs et Industriels Paris 1925[2]
- Ausstellung der Wiener Frauenkunst[2]